# Boven-Haastrecht
Boven-Haastrecht (52° 01′ N, 4° 48′ L) é uma cidade dos Países Baixos, na província de Holanda do Sul. Boven-Haastrecht pertence ao município de Krimpenerwaard, e está situada a 6 km, a leste de Gouda.
A área de Boven-Haastrecht, que também inclui as partes periféricas da cidade, bem como a zona rural circundante, tem uma população estimada em 220 habitantes.